# Kowale Oleckie
Kowale Oleckie (niem. Kowahlen, 1938–1945 Reimannswalde) – wieś mazurska w Polsce położona w województwie warmińsko-mazurskim, w powiecie oleckim, w gminie Kowale Oleckie przy drodze krajowej nr 65 i przy trasie linii kolejowej Gołdap – Ełk (nieczynnej na odcinku Olecko – Gołdap).
Wieś w 2009 roku zamieszkiwało 2126 osób.
W latach 1954–1972 wieś należała i była siedzibą władz gromady Kowale Oleckie. W latach 1975–1998 miejscowość administracyjnie należała do województwa suwalskiego.
Miejscowość jest siedzibą gminy Kowale Oleckie.

## Historia
Historia Kowal Oleckich rozpoczyna się w roku 1563, kiedy to książę Albrecht nadał Absolanowi Rymanowi 60 włók boru na prawie lennym z sądownictwem wyższym i niższym. Od niego 7 października 1564 roku odkupiono 30 włók w celu założenia wsi. Na tym obszarze w 1564 roku powstała wieś szlachecka Chełchy i majątek ziemski Kowale Oleckie. Majątek ów, jak podają źródła założyli Małgorzata i Jan Kowalewscy.
Kowale Oleckie często zmieniały właścicieli. W XVIII wieku dwór w Kowalach Oleckie dziedziczyli Tyszkowie, szlachta polska. Szkoła w tym dworze powstała w 1760 roku, a we wsi – kilkadziesiąt lat później. Poprzez tworzenie we wsiach i dworach szkół rosła świadomość społeczna wśród mieszkańców. W 1800 roku był tu majątek ziemski i wieś, która z czasem rozwinęła się w największą osadę w powiecie oleckim.
Okres I wojny światowej, pomimo bliskości granicy z Rosją, nie przyniósł znaczących wydarzeń historycznych, czy wojennych.
Lata trzydzieste XX wieku przyniósł rozwój infrastruktury: powstało wiele budynków, drogi, linie elektryczne, młyny, cegielnie, tartaki, gorzelnie, mleczarnie, a w Kowalach Oleckich założono nawet odlewnię żeliwa. Szacunkowo można podać, że w powyższym okresie na terenie obecnej gminy mieszkało blisko 10 tys. mieszkańców. W 1938 roku w Kowalach była stacja na linii kolejowej Olecko-Gołdap, urząd pocztowy, czteroklasowa szkoła podstawowa i szkoła zawodowa, urząd żandarmerii, kontroli mięsa i in. W roku 1938 w Kowalach było 1126 mieszkańców. Wcześniejsza nazwa – Kowahlen. W 1938 dotychczasowa nazwa wsi Kowahlen została przemianowana na Reimannswalde.
W okresie II wojny światowej Kowale Oleckie i okolice właściwie nie ucierpiały; jak oszacowano po 1945, na obszarze współczesnej gminy zniszczonych zostało kilkanaście budynków. Ziemie wokół Kowali Oleckich zajęte zostały 22 i 23 stycznia 1945 r. przez oddziały radzieckie. Po włączeniu Mazur do Polski usunięta została praktycznie cała ludność pochodzenia niemieckiego.
Po wojnie miejscowość była siedzibą gminy Mieruniszki. Funkcjonowała tu cegielnia.
W latach 1948–1950 stacjonował tu sztab 11 batalionu Ochrony Pogranicza.
We wsi była stacja kolejowa Kowale Oleckie.

## Zabytki
- Zabytkowa odlewnia żeliwa z XIX w.
- Cmentarz z okresu I wojny światowej[7]

## Instytucje zajmujące się edukacją, wychowaniem i opieką
Przedszkola:
- Przedszkole Samorządowe w Kowalach Oleckich

Szkoły podstawowe:
- Szkoła Podstawowa im. Jana Pawła II w Kowalach Oleckich

Inne:
- Gminne Centrum Kultury i Sportu w Kowalach Oleckich
- Biblioteka gminna w Kowalach Oleckich
- Środowiskowy Dom Samopomocy w Kowalach Oleckich
- Rezerwat „Cisowy jar” (10,7 ha) pod Kowalami Oleckimi – leży na terenie malowniczych Szeskich Wzgórz, najwyższych wzniesień w północno-wschodniej części Pojezierza Mazurskiego. Obejmuje urokliwy stromy jar szeroki na 100 m i długi na 900 m. Rośnie tu około 1,4 tys. cisów – jest to najliczniejsze skupisko tych drzew na Mazurach. Większość cisów, które są gatunkiem o bardzo wolnym tempie wzrostu, ma w obwodzie po kilkadziesiąt centymetrów, ale są i takie, które dochodzą do 2–3 m.

## Hydrologia
Dopływ z Kowal Oleckich – bezimienny ciek wodny IV rzędu, lewobrzeżny dopływ Jarki. Długość dopływu wynosi 9,8 km i łączy się z Jarką na 81,8 km jej biegu. Powierzchnia zlewni dopływu wynosi 18 km² i zbudowana jest z gliny zwałowej. Ciek przepływa przez powiaty – gołdapski i olecki.

## Wspólnoty wyznaniowe
- Kościół rzymskokatolicki
  - Parafia św. Jana Chrzciciela w Kowalach Oleckich